# یورت‌باشی (پوسوف)
یورت‌باشی (به ترکی استانبولی: Yurtbaşı) یک منطقهٔ مسکونی در ترکیه است که در پوسوف واقع شده‌است.